# Удар по построению украинских военных в Заречном
Удар по построению украинских военных в Заречном Запорожской области был нанесён Вооружёнными силами России (ВС РФ) утром 3 ноября 2023 года. Под удар, нанесённый ракетой «Искандер-М», попали военнослужащие 128-й отдельной горно-штурмовой Закарпатской бригады ВСУ, построившиеся для участия в церемонии награждения по случаю Дня артиллерии и ракетный войск. В результате удара погибло, по разным данным, от 19 до 28 человек, 53 человека были ранены. Случившееся стало одним из самых смертоносных ударов, подтвержденных украинской стороной, нанесенных по украинским военным в ходе вторжения России на Украину.

## Обстоятельства
Около 10 часов утра ВС РФ нанесли удар одной или двумя ракетами «Искандер-М» по военнослужащим 128-й отдельной горно-штурмовой Закарпатской бригады ВСУ, построившимся для участия в церемонии вручения наград, приуроченной к Дню артиллерии и ракетных войск. Военнослужащие в количестве около 100 человек были построены на открытой местности в посёлке Заречное, находящемся примерно в 30 км от линии фронта. В списке награждённых были 43 человека, как отмечает один из украинских военных, для церемонии были собраны лучшие военнослужащие из различных подразделений.
Первоначально церемония была назначена на 9 часов утра, но ее начало было задержано, поскольку уже построенные военные ожидали прибытия командира бригады Дмитрия Лысюка. В итоге церемония была начата без участия Лысюка (прибывшего на место события через две минуты после удара и не пострадавшего). Ракетный удар был нанесён через 10 минут после начала церемонии, ракета (или ракеты), по разным данным, попала во внутренний двор здания, в котором проходила церемония, либо в само здание. Ракетный удар корректировался с российского беспилотника, который вел наблюдение за происходящим.
Точное число погибших в результате удара остается неизвестным. 128-я бригада заявила о 19 погибших. Военнослужащий 128-й бригады сообщил газете The Washington Post о том, что на месте произошедшего погиб 21 человек, информацией о том, все ли раненные выжили в госпиталях, собеседник издания не обладал. Депутат Верховной Рады Украины Алексей Кучеренко заявил, что в результате обстрела погибли 28 человек и были ранены 53 человека. Многие раненые получили травмы головы, поскольку на церемонии они присутствовали без защитных шлемов. Также сообщается о том, что в результате удара получили ранения местные жители.
В числе погибших — начальник артиллерии бригады, большое количество офицеров, бывший руководитель Хмельницкого областного центра комплектования Владимир Возный, а также Дмитрий «Таксист» Милютин, которого журналист Андрей Цаплиенко назвал одним из лучших артиллеристов Украины.
Первые сообщения о произошедшем в украинских СМИ появились вечером 4 ноября. По мнению одного из собеседников The Washington Post, публикации стали следствием сообщений родственников военных в социальных сетях, в противном случае о случившемся «никто бы и не узнал». Издание отмечает, что произошедшее вызвало волну критики в соцсетях, необычную для Украины, общество которой склонно преуменьшать потери среди военных.

## Реакции и оценки
4 ноября министр обороны Украины Рустем Умеров выразил соболезнования семьям погибших военнослужащих и поручил провести проверку обстоятельств случившегося. 5 ноября в Закарпатской области, где базируется бригада, был объявлен трёхдневный траур. В этот же дни президент Украины Владимир Зеленский сообщил, что по факту произошедшего было возбуждено уголовное дело, что позднее подтвердило и Государственное бюро расследований Украины. Командир 128-й бригады Дмитрий Лысюк на время расследования был отстранён от должности.
14 ноября Рустем Умеров Заявил, что при проведении церемонии были проигнорированы все правила маскировки, в частности, рядом с местом её проведения были припаркованы более 10 автомобилей. Работавший в этом районе российский беспилотник был обнаружен, также был отслежен пуск ракеты и объявлен сигнал ракетной опасности, но никаких мер безопасности на месте награждения принято не было. Результаты расследования подтвердили, что военнослужащие были собраны для проведения награждения во дворе дома.
Как отмечает The Washington Post, церемония награждения проходила в традициях советской эпохи с целью поднятия боевого духа военнослужащих, без учёта того факта, что место церемонии находилось в зоне досягаемости российских ракет. Как правило, в зоне боевых действий подобные церемонии проводятся в бункере или траншее с ограниченным числом участников (около 30 человек). По мнению одного из собеседников газеты, причиной произошедшего стала глупость военного руководства, которое не перенесло церемонию в другое место или в укрытие, несмотря на опоздание командира бригады. Также одной из причин произошедшего могла стать утечка информации о проведении церемонии со стороны местных жителей или из штаба.